# Microvelia fontinalis
Microvelia fontinalis är en insektsart som beskrevs av Torre-bueno 1916. Microvelia fontinalis ingår i släktet Microvelia och familjen vattenlöpare. Inga underarter finns listade i Catalogue of Life.